# جون بارادايس
كان جون بارادايس (بالإنجليزية: John Paradise)‏ (1743-1795) لغويًا أنجلو يونانيًا، معروفًا بصداقته مع صموئيل جونسون زميل الجمعية الملكية.

## حياته
ولد في سالونيكا في أبريل 1743، نجل بيتر (الذي توفي 1 فبراير 1779)، في مقر القنصل الإنجليزي. تلقى تعليمه في بادوفا، ثم عاش في لندن معظم حياته في لندن.
كان يجيد اليونانية القديمة والحديثة واللاتينية والتركية والفرنسية والإيطالية والإنجليزية. في المراسلات مع توماس جيفرسون في عام 1780، ساعد جيفرسون في دراسة اللغة اليونانية. في تاريخ 14 أبريل 1769 حصل على ماجستير من جامعة أكسفورد ، وفي 3 يوليو 1776 تم منحه درجة DCL. عندما بدأ جونسون ناديًا مسائيًا في إسيكس هيد تافيرن في شارع إسيكس، لندن، في ديسمبر 1783، كان بارادايس أحد الحاضرين المنتظمين.
وصفته صديقة السير ويليام جونز ، بأنه صامت ومتواضع و ودي. عاش في شارع تشارلز، ساحة كافنديش. توفي في شارع جريت تيتشفيلد، لندن، في 12 ديسمبر 1795.

## عائلته
تزوج برادايس في 18 مايو 1769 من لوسي لودويل بارادايس (1751-1814)، ابنة فيليب لودويل الثالث، صاحب مزرعة في فرجينيا.
حوالي عام 1805 بعد وفاة زوجها وابنتيه عادت إلى ويليامزبرغ، حيث عاشت في بيت لودويل بارادايس.